# 蒋济雄
蒋济雄（1952年2月—），中华人民共和国政治人物。广西全州人。中国共产党党员。

## 生平
毕业于中山大学经济系政治经济学专业，同时拥有中共广西壮族自治区委党校政治经济学专业研究生学历與高级经济师职称。历任中共全州县委副书记、代县长、现在、县委书记；桂林地委委员、秘书长、行署副专员；自治区粮食局局长，农垦局局长；柳州市委书记、市人大常委会主任等职。2008年1月当选广西壮族自治区第十届政协副主席。